# Frank N. Pieke
Frank Nikolaas Pieke (Amsterdam, 23 september 1957) is een Nederlands cultureel antropoloog en expert op het gebied van het moderne China. Hij was directeur en CEO van het Mercator Institute for China Studies (MERICS) in Berlijn, maar diende daar maar minder dan twee jaar van wat een termijn van vijf jaar had moeten zijn.

## Persoonlijk leven
Frank N. Pieke studeerde culturele antropologie en Chinese studies aan de Universiteit van Amsterdam en de University of California, Berkeley, waar hij in 1992 promoveerde in culturele antropologie. 
Van 1995 tot 2010 gaf Pieke Modern Politics and Society of China les op de University of Oxford. Hij was de oprichter en directeur van het Oxford China Centre van 2007 tot 2010.  In 2010 werd hij benoemd tot leerstoelhoogleraar Modern China Studies aan de Universiteit Leiden. Van 2016 tot 2017 was hij wetenschappelijk directeur van het Leiden University Institute of Area Studies. Ook was hij van 2013 tot 2018 directeur van het LeidenAsiaCentre. 
Op 24 mei 2018 maakte Stiftung Mercator bekend dat Pieke de nieuwe directeur van de MERICS in Berlijn zou worden. Pieke is op 1 augustus 2018  in functie getreden, maar is na nog geen twee jaar voor het einde van zijn termijn alweer vertrokken.